# Helmut Bischoff
Helmut Hermann Wilhelm Bischoff (Głogów, 1º marzo 1908 – Amburgo, 5 gennaio 1993) è stato un militare tedesco, SS-Obersturmbannführer nazista. Durante la seconda guerra mondiale fu a capo dell'Einsatzkommando 1/IV in Polonia e successivamente alla guida degli uffici della Gestapo di Poznań e Magdeburgo.
Nel 1943 Bischoff divenne un vice dell'SS-Obergruppenführer Hans Kammler e servì come capo della sicurezza per il programma Vergeltungswaffen della Germania. Fu al comando del Sicherheitsdienst nel campo di concentramento di Mittelbau-Dora. Tra il 1967 e il 1970 Bischoff fu imputato nel processo di Nordhausen per crimini di guerra.

## Biografia
Nacque il 1º marzo 1908 a Glogau nella provincia della Slesia, allora appartenente all'Impero tedesco, oggi in Polonia. Figlio di un ricco macellaio, da giovane frequentò il Gymnasium a Glogau. Dal 1923 al 1925 fu membro del Bund Wiking, un gruppo paramilitare legato al movimento di destra dell'Organizzazione Consul. Dopo essersi diplomato, continuò a studiare legge all'Università di Lipsia e all'Università di Ginevra.
Fu durante il suo periodo da studente di giurisprudenza che Bischoff divenne attivo per la prima volta nel movimento nazista: nel gennaio 1930 si unì al partito nazista  (nº 203122) e alle Sturmabteilung nel 1933. Dopo aver conseguito il dottorato in giurisprudenza tornò nella Bassa Slesia e lavorò presso il tribunale distrettuale a Schweidnitz e a Strehlen. Nel 1934, Bischoff iniziò a collaborare come informatore confidenziale (in tedesco: vertrauensmann) per il Sicherheitsdienst nazista.

## Gestapo
Nel novembre 1935 entrò a far parte delle Schutzstaffel (nº 272403). Entrò nella Gestapo poco dopo e operò come capo dell'ufficio distrettuale dell'organizzazione a Liegnitz fino all'ottobre 1936. Bischoff continuò a guidare i dipartimenti della Gestapo ad Harburg-Wilhelmsburg (1936-1937) e Köslin (1937-1939). Allo scoppio della seconda guerra mondiale salì al grado di SS-Sturmbannführer.

### Einsatzgruppen
Durante l'invasione della Polonia nel settembre 1939, prestò servizio come comandante dell'Einsatzkommando 1/IV (una sottounità dell'Einsatzgruppe IV di Lothar Beutel) schierato nei territori polacchi settentrionali della Pomerania, Varsavia e Polesie. L'unità di Bischoff fu coinvolta negli eventi della domenica di sangue di Bydgoszcz e dell'operazione Tannenberg, la campagna di pulizia etnica nazista contro l'intellighenzia e gli altri membri dell'élite della nazione polacca.
Il 27 settembre 1939, Bischoff e l'Einsatzkommando sotto il suo comando organizzarono un'incursione nella città di Pułtusk: l'azione si concluse con l'espulsione di massa della popolazione ebraica dalla città, seguita dalla deportazione attraverso il fiume Narew nell'est occupato dai sovietici. Nell'ottobre 1939 l'Einsatzgruppe IV fu posto sotto il comando dell'SS-Standartenführer Josef Albert Meisinger, di stanza a Varsavia, dove prese parte al rastrellamento iniziale dei residenti ebrei della città.

### Poznań e Magdeburgo
Dopo lo scioglimento dell'Einsatzgruppe IV nel novembre 1939, Bischoff fu trasferito nel territorio polacco recentemente annesso nel Reichsgau Wartheland e prestò servizio come capo della Gestapo per la città di Poznań (ora Posen). In questa veste fu anche il comandante ad interim del campo di concentramento di Fort VII, noto come "KZ Posen" che nel 1939 divenne "Übergangslager Fort VII" (campo di transito). Pur essendo principalmente un centro di detenzione, Fort VII funse anche da luogo per l'esecuzione dei molti polacchi locali, ebrei e disabili fisici o mentali. I prigionieri di solito rimanevano nel campo per circa sei mesi, prima di essere condannati a morte, a una lunga pena detentiva o trasferiti in un campo di concentramento più grande.
Bischoff fu promosso al grado di SS-Obersturmbannführer nel settembre 1941, tornò in Germania e fu nominato capo del quartier generale della polizia di stato di Magdeburgo. In quel periodo, Bischoff avrebbe svolto un ruolo chiave nell'orchestrare la deportazione degli ebrei da Magdeburgo e dalle vicine città di Stendal, Dessau, Bernburg e Aschersleben: tra il novembre 1942 e il marzo 1943, infatti, furono deportati centinaia di ebrei tedeschi. L'ondata iniziale di deportati fu indirizzata principalmente verso i ghetti di Theresienstadt e Varsavia, mentre i successivi trasporti ferroviari furono inviati direttamente ad Auschwitz-Birkenau.

## Capo della sicurezza delle "armi V"
Nel dicembre 1943, Bischoff fu riassegnato all'Ufficio centrale economico e amministrativo delle SS nello stato maggiore dell'SS-Obergruppenführer Hans Kammler, apparentemente come delegato per il Ministero degli armamenti. Kammler fu il direttore dell'Amtsgruppe C (Sezione edifici e lavori), l'organizzazione incaricata di gestire i vasti progetti di ingegneria civile e militare della WVHA. Ciò incluse la costruzione di fabbriche, magazzini e altri impianti di produzione per i vari programmi di armi segrete della Germania.
La maggior parte delle bombe V-1 e dei missili balistici V-2 della Germania furono prodotti a Mittelwerk, un'importante fabbrica di armamenti ospitata in un elaborato sistema di tunnel nelle montagne Harz, costruita e parzialmente amministrata dall'Amtsgruppe C. Il lavoro, complesso e pericoloso, svolto per assemblare le cosiddette armi V fu svolto in condizioni brutali da migliaia di lavoratori forzati (principalmente russi, polacchi e francesi) presenti come detenuti dopo l'aggregazione del campo di concentramento Mittelbau-Dora all'impianto.
Bischoff fu nominato da Kammler "ufficiale della difesa" (in tedesco: abwehrbeauftragter) nel programma tedesco degli armamenti V. In qualità di capo della sicurezza, Bischoff gestì le operazioni di controspionaggio da parte dei servizi di sicurezza tedeschi tese a nascondere l'esistenza del programma di produzione dei missili nazisti all'intelligence alleata. Bischoff fu anche responsabile della prevenzione dei tentativi di sabotaggio organizzati dai prigionieri-lavoratori di Mittelwerk durante il processo di assemblaggio.

### Mittelbau Dora
Nel febbraio 1944, il Reichssicherheitshauptamt presente nel distretto di Nordhausen fu posto sotto l'autorità di Bischoff. Subito dopo iniziarono le operazioni di controsabotaggio, mirate principalmente a colpire le numerose organizzazioni di resistenza operanti tra i prigionieri che lavoravano nelle gallerie di Mittelwerk o rinchiusi nel campo di Dora.
Sotto la direzione di Bischoff, nel novembre 1944, il Politische Abteilung di Mittelbau-Dora fece radunare e internare in isolamento i capi dei detenuti russi, francesi e comunisti del campo. Molti degli arrestati furono interrogati sotto tortura e alcuni successivamente giustiziati. Nel febbraio 1945 l'amministrazione delle SS di Mittelbau-Dora fu riorganizzata sotto l'ex comandante di Auschwitz Richard Baer. In base a questo nuovo accordo, Bischoff assunse la carica di capo dell'ufficio Sicherheitsdienst del campo.
In qualità di comandante SD del campo, Bischoff supervisionò un'ondata di esecuzioni di massa nel marzo 1945 con centinaia di prigionieri uccisi in una serie di impiccagioni, per lo più prigionieri di guerra sovietici. Ordinò anche l'eliminazione della leadership delle organizzazioni di resistenza del campo, furono fucilati prima della liberazione di Mittelbau-Dora da parte dell'esercito americano nell'aprile 1945. In tutto, tra il 1943 e il 1945, circa 20.000 persone morirono a Mittelwerk o Mittelbau-Dora.

## Dopoguerra
Dopo la sconfitta tedesca, Bischoff si nascose in Baviera e Amburgo prima di essere identificato e arrestato dai servizi di sicurezza sovietici nel gennaio 1946: fu internato nel campo speciale n° 1 dell'NKVD vicino a Mühlberg fino al settembre 1948 e poi trasferito al campo speciale n° 2 dell'NKVD, l'ex campo di concentramento di Buchenwald.
Nel gennaio 1950, Bischoff fu deportato in Unione Sovietica, condannato a venticinque anni di lavori forzati da un tribunale militare di Mosca e mandato in un campo di prigionia per tedeschi situato in Siberia. Bischoff sarebbe rimasto imprigionato in URSS per i successivi cinque anni. Nell'ottobre 1955, Bischoff sarebbe stato tra gli ultimi prigionieri e criminali di guerra tedeschi ad essere liberato dalla prigionia in Unione Sovietica. Dopo essersi trasferito in Germania Ovest, Bischoff fu impiegato presso il servizio di rintracciamento della Croce Rossa tedesca dal 1957 al 1965.

### Processi di Nordhausen
Il 17 novembre 1967, Bischoff e altri due ex ufficiali delle SS, in servizio con lui a Mittelbau-Dora, furono incriminati per crimini di guerra dal tribunale distrettuale di Essen: le accuse contro Bischoff derivarono dal suo coinvolgimento nelle esecuzioni di massa avvenute a Mittelbau-Dora tra il febbraio e l'aprile del 1945. Fu anche accusato dell'uso della tortura sui prigionieri sotto interrogatorio. Bischoff presentò una dichiarazione di non colpevolezza.
Il processo iniziò nel novembre 1967 e continuò per due anni e mezzo. Il procedimento incluse la testimonianza di oltre trecento testimoni, tra cui l'ex ministro degli armamenti nazista Albert Speer e il famoso inventore del razzo V-2, Wernher von Braun, successivamente uno dei principali scienziati missilistici negli Stati Uniti. L'eminente giurista della Germania dell'Est Friedrich Karl Kaul fu il consulente legale dei querelanti.
Il 5 maggio 1970 il caso contro Bischoff fu rinviato dal tribunale per motivi di salute cagionevole, in questo modo fu in grado di evitare di essere formalmente condannato per crimini di guerra. Il caso contro Bischoff fu archiviato sulla base del fatto che:
Ci furono altri tentativi di perseguire Bischoff per le sue attività in tempo di guerra ma con scarso successo. Un'indagine del tribunale distrettuale di Berlino Ovest sul suo coinvolgimento con gli omicidi delle Einsatzgruppen a Bydgoszcz fu interrotta nel 1971, adducendo la mancanza di prove. Anche un ulteriore tentativo di perseguire Bischoff, questa volta per le atrocità commesse durante il suo mandato come capo della Gestapo di Poznań, fu abbandonato nel 1976, ancora una volta a causa delle precarie condizioni di salute. Bischoff continuò a vivere in Germania Ovest per il resto della sua vita. Morì ad Amburgo il 5 gennaio 1993.